# CNGS
O projecto CNGS  sigla em inglês de CERN Neutrinos to Gran Sasso - Neutrinos do CERN para Gran Sasso -  é uma colaboração do CERN com o Laboratori Nazionali del Gran Sasso (LNGS) )   que pretende investigar alguns dos mistérios que envolvem os neutrinos,  partículas com carga neutras e muito leves (massa extremamente pequena), que interagem pouquíssimo com a matéria. Existem três tipos - os 'gostos' - de neutrinos: neutrino do electrão, neutrino do muão e neutrino do tau. Parece, no entanto, que os neutrinos são o camaleão do mundo das partículas : podem mudar de um sabor a outro. Este fenómeno, chamado oscilações de neutrinos ocorre quando ele faz longas viagem através da matéria. É importante investigar mais este fenómeno já que está directamente relacionado com a pequena massa do neutrino.
O projecto CNGS envia neutrinos do muão  ao Laboratório Nacional Gran Sasso, que fica a 739 km na Itália, Aí, duas experiências, OPERA e ICARUS esperam descobrir se algum dos neutrinos enviados do CERN se transformaram em neutrinos do tau. Para criar um feixe de neutrinos,  protões do  SPS do CERN são enviados contra um objectivo de grafite, o que cria partículas chamadas piãos e kaons. Estas partículas são inseridas num sistema de duas lentes magnética que focaizam as partículas num feixe paralelo em direcção de Gran Sasso. Próximo, num túnel de 1 km de comprimento, os piãos e kaons decaiem em muãos  e neutrino do muão. No fim deste túnel de decaímento, um bloco de grafite e metal absorve os restantes protões, piãos e kaons que não dacaíram. Os muãos são parados pela grafite. Assim, só os neutrinos do muão restantes continuam a sua viagem por baixo da terra até Gran Sasso.